# Passaporte alemão
O passaporte alemão é o documento oficial, emitido pelos Governos Civis, que identifica o nacional alemão perante as autoridades de outros países, permitindo a anotação de entrada e saída pelos portos, aeroportos e vias de acesso internacionais. Permite também conter os vistos de autorização de entrada. Os cidadãos alemães podem usar, além disso, seus documentos de identidade para ingressar nos países signatários do Acordo de Schengen.
De acordo com os órgãos públicos alemães, o passaporte alemão não constitui uma prova oficial de posse da nacionalidade alemã, mas sim um pressuposto de que o portador é um nacional alemão, uma vez que um passaporte alemão apenas pode ser emitido por quem já comprovou possuir a nacionalidade alemã. O documento oficial que comprova a nacionalidade alemã de um nacional é o certificado de nacionalidade alemã.
Os passaportes alemães são válidos ou por 10 anos (para pessoas mais velhas que 24 anos) ou por 6 anos (para pessoas com até 24 anos).
O passaporte alemão ocupou o primeiro lugar no "Visa Restrictions Index 2018" ganhando o título do passaporte mais poderoso do mundo. Os detentores de passaportes alemães podem visitar 176 países sem necessidade de obtenção de visto.

## História
Os primeiros regulamentos sobre passaporte do que hoje constitui o atual território da Alemanha foram promulgados pela Confederação da Alemanha do Norte em 12 de outubro de 1867.
De 1949 a 1950, a emissão de passaportes da Alemanha Ocidental ficou principalmente sob a autoridade da Alta Comissão Aliada que governava a Alemanha Ocidental na época. Em 1 de janeiro de 1950, o Escritório Alemão para Assuntos de Entrada e Saída se tornou a principal autoridade para a emissão de passaportes da Alemanha Ocidental, embora ainda estivesse sob o controle da Alta Comissão Aliada. Somente em 1 de fevereiro de 1951 a Alemanha Ocidental ganhou plenos direitos para emitir seus próprios passaportes.
Após a reunificação da Alemanha em 1990, os residentes da antiga Alemanha Oriental foram autorizados a usar passaportes válidos da Alemanha Oriental para viagens ao exterior até 31 de dezembro de 1995, os quais foram automaticamente considerados inválidos e essas pessoas tiveram que solicitar e obter um passaporte alemão para viajar para o exterior.

## Mudança recente na aparência física

Página de dados de um passaporte alemão atual

A partir de 01 de Março de 2017, os passaportes alemães começaram a ser emitidos com uma nova aparência física e com componentes de segurança mais complexos para se evitar falsificação. Os novos passaportes alemães mantiveram a cor Borgonha, com o diferencial de que sua capa deixou de ser dura e passou a ser de um material flexível de policarbonato. Além disso, no topo da página de dados foi adicionado referência à "República Federativa da Alemanha" até então inexistente no modelo anterior que apenas constavam os dados do titular. A assinatura deixou de ser centralizada, passou a ocupar apenas um pequeno espaço no campo direito inferior da página de dados e o cor predominante de fundo passou a ser o azul. Em sua capa a palavra "Reisepass" que significa "Passaporte" na língua alemã também foi traduzida para duas línguas: o francês e o inglês. No interior dos novos modelos de passaporte é possível encontrar imagens vistas apenas através de luz negra fazendo referência aos pontos turísticos da Alemanha e ao brasão, como por exemplo o Portão de Brandemburgo. Os modelos antigos do passaporte alemão ainda podem ser usados desde que estejam na validade.

### Aparência física anterior
Desde 1 de Janeiro de 1988, os passaportes alemães compartilham o layout padrão dos passaportes da União Europeia, de cor borgonha. No entanto, são de capa dura, o que é único dos passaportes germânicos. A capa é ilustrada com o Brasão de armas da Alemanha no centro. A palavra Reisepass, "Passaporte" em alemão, está inscrita abaixo do brasão, enquanto a palavra Europäische Union e Bundesrepublik Deutschland, "União Europeia" e "República Federal da Alemanha" em alemão respectivamente, está acima.Incluía o pseudônimo artístico - Künstlername - ou nome de ordenação, opcionalmente.
Eles possuem, normalmente, 32 páginas internas. No entanto, uma versão de 48 páginas pode ser emitida para viajantes frequentes.

## Galeria de fotos modelo atual

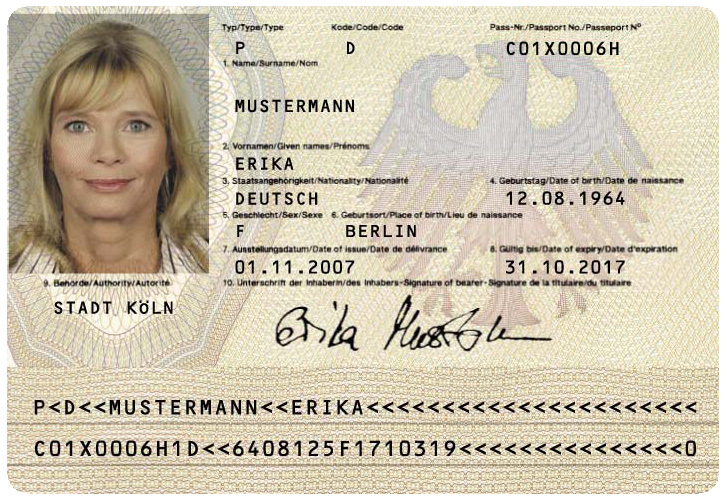
Página de dados de um passaporte alemão ainda válido
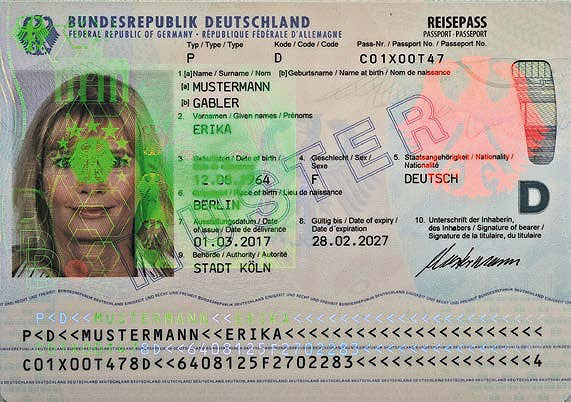
Página de dados com dispositivos de segurança desde 01 de Março de 2017
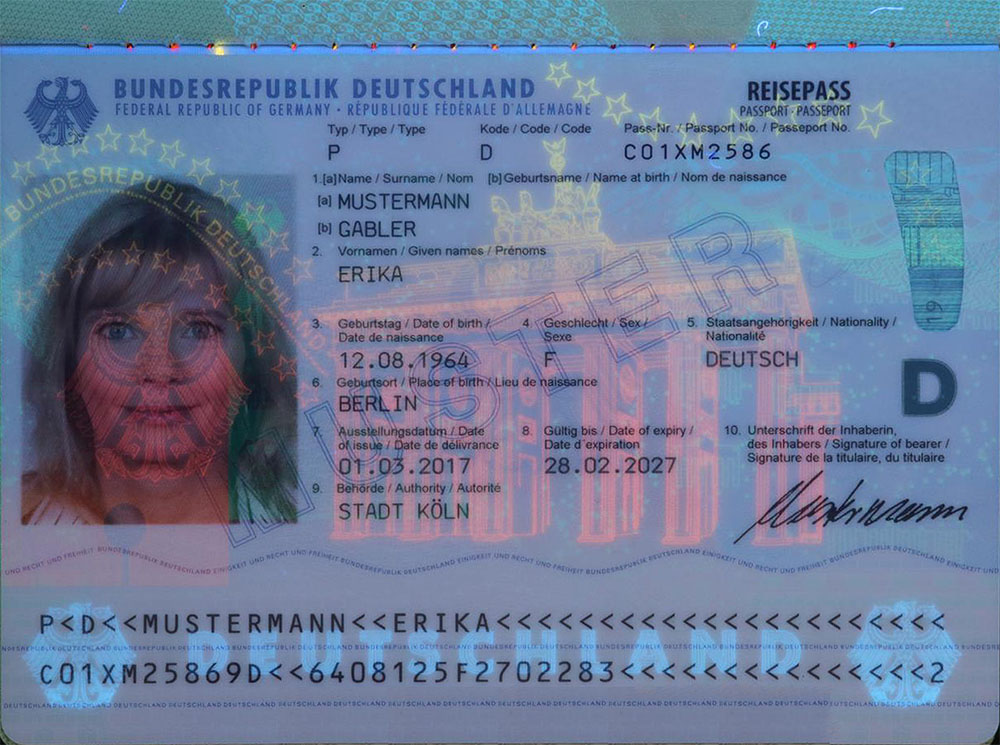
Página de dados visto através de luz ultravioleta  desde 01 de Março de 2017
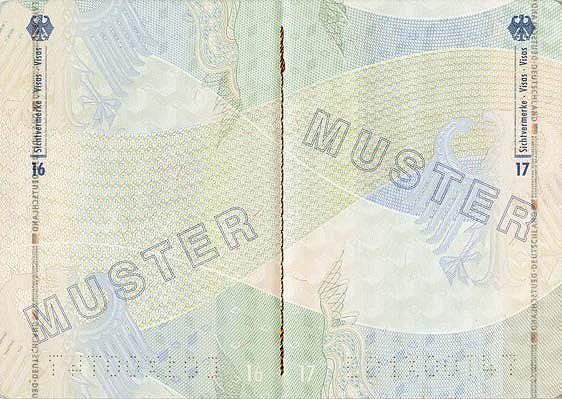
Páginas internas do passaporte desde 01 de Março de 2017
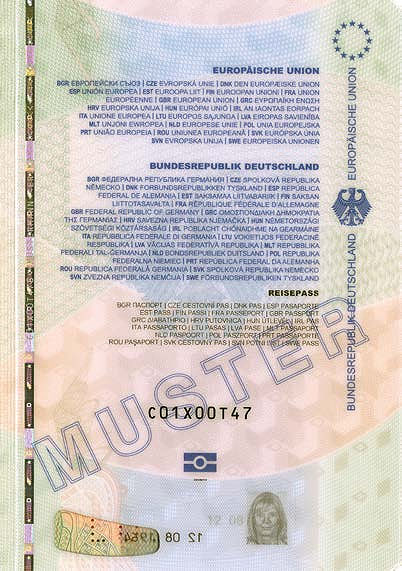
Parte de trás da página de dados desde 01 de Março de 2017

## Passaporte para menor de idade
Um tipo de passaporte emitido pela Alemanha desde 2006 é um passaporte para menor de idade (em alemão: Kinderreisepass). Diferentemente do passaporte alemão para adultos, o Kinderreisepass não possui características biométricas e não dispõe da epígrafe "União Europeia" na parte superior da capa. A exclusão da informação biométrica é devida ao desenvolvimento contínuo das crianças e ao baixo risco de segurança que estas representam. A foto usada no passaporte não tem de seguir os padrões biométricos.
Antigamente, os filhos eram inscritos no passaporte dos pais. No entanto, desde a inclusão das características biométricas, isso não é mais permitido.
O passaporte para menor de idade possui 16 páginas, onze destas são destinadas aos carimbos e as demais são usadas para a página de título, instruções e informações pessoais. A primeira página dispõe das palavras "Passaporte para Menor de Idade" em três idiomas: alemão, inglês e francês.
Um passaporte para menor funciona como qualquer outro passaporte, exceto que não é biométrico (ou e-Passaporte). Como resultado, viajar para os EUA, por exemplo, requer um visto de turista, apesar da participação da Alemanha no Programa de Isenção de Visto dos Estados Unidos. Alternativamente, bebês e crianças de qualquer idade podem obter um passaporte alemão regular (biométrico) em vez de um passaporte de criança, que, no entanto, tem as vantagens de baixo custo, tempos de processamento curtos e emissão por cônsules honorários (facilitando sua obtenção por emigrantes alemães que vivem longe de uma embaixada ou consulado alemão). Assim como os passaportes provisórios, os passaportes infantis são emitidos sem serem enviados ao Bundesdruckerei GmbH em Berlim, que é a principal razão por trás dessas vantagens.

No final de 2023, o “Kinderreisepass” foi abolido e substituído por um passaporte padrão para menores e adultos com menos de 24 anos, com validade limitada de seis anos em vez de dez.

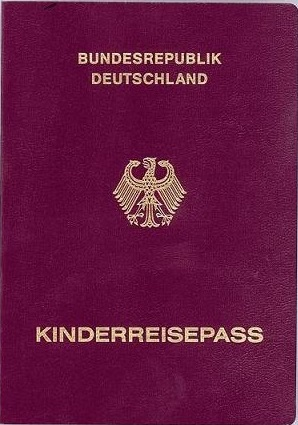
Capa passaporte infantil atual
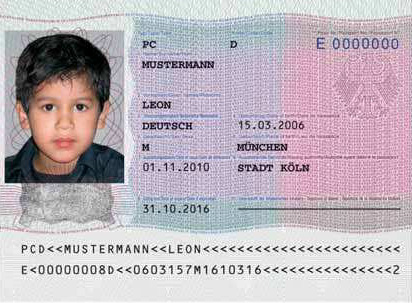
Página de dados de um passaporte infantil

## Diferentes grafias do mesmo nome no mesmo documento
Nomes alemãesː Nomes alemães com tremas (ä, ö, ü) e/ou ß são escritos corretamente na zona não legível por máquinas do passaporte, mas com AE, OE, UE e/ou SS na zona legível por máquina, por exemplo, Müller torna-se MUELLER, Groß torna-se GROSS e Gößmann se torna GOESSMANN. A transcrição mencionada acima é geralmente usada para passagens aéreas etc., mas às vezes (como em vistos dos EUA) também são usadas vogais simples (MULLER, GOSSMANN), portanto passaporte, visto e passagem aérea podem exibir grafias diferentes do mesmo nome. As três variantes possíveis de grafia do mesmo nome (por exemplo, Müller / Mueller / Muller) em documentos diferentes às vezes levam à confusão, e o uso de duas grafias diferentes dentro do mesmo documento pode dar a pessoas não familiarizadas com a ortografia alemã a impressão de que o documento é uma falsificação.
Nomes não-alemãesː Em alguns nomes de cidadãos naturalizados, algumas letras especiais que não estão disponíveis podem sempre ser substituídas por letras simples, também na zona não legível por máquina. A "Bundesdruckerei AG", que imprime os passaportes alemães, usa a fonte LA8 Passport, que inclui um subconjunto latino dos caracteres Unicode (ISO 10646), para que letras como ç e ł possam ser exibidas pelo menos na zona não legível por máquina do passaporte. Na zona legível por máquina, caracteres especiais são substituídos por caracteres simples (por exemplo, é torna-se E) ou transcritos de acordo com as regras da OACI (por exemplo, å torna-se AA, ø torna-se OE, etc.).
Nomes originalmente escritos em um sistema de escrita não latino podem representar outro problema se houver vários padrões de transcrição reconhecidos internacionalmente.
Por exemplo, o sobrenome russo Горбачёв é transcrito
"Gorbatschow" em alemão,
"Gorbachev" em inglês (also ICAO standard),
"Gorbatchov" em francês,
"Gorbachov" em espanhol,
"Gorbaczow" em polonês, e assim por diante.
A lei de nomenclatura alemã aceita tremas e/ou ß em sobrenomes como motivo para uma mudança oficial de nome (mesmo apenas a mudança de grafia, por exemplo, de Müller para Mueller ou de Weiß para Weiss, é considerada uma mudança de nome).

## Galeria de passaportes anteriores

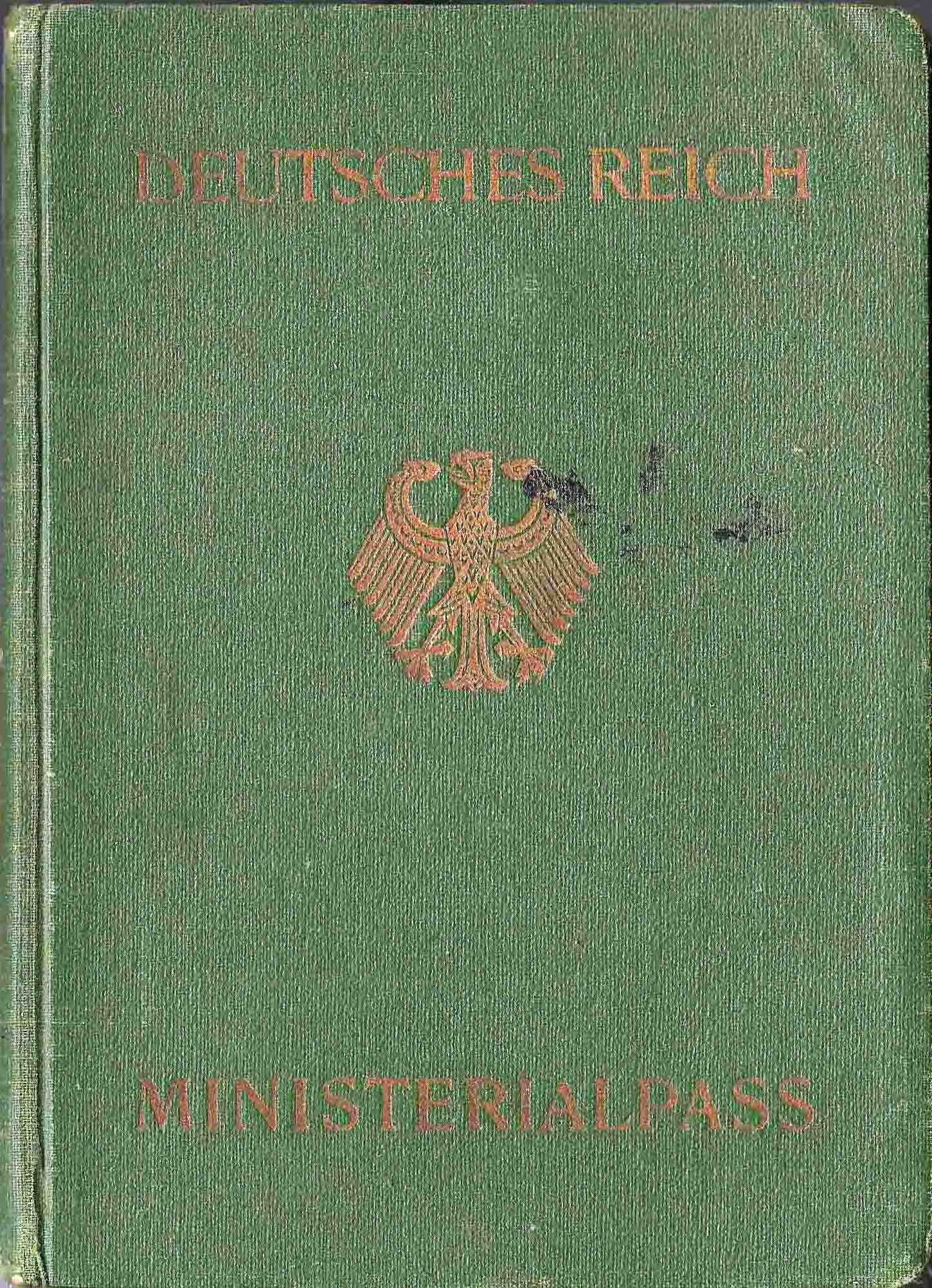
em 1927, um Ministerialpass alemão
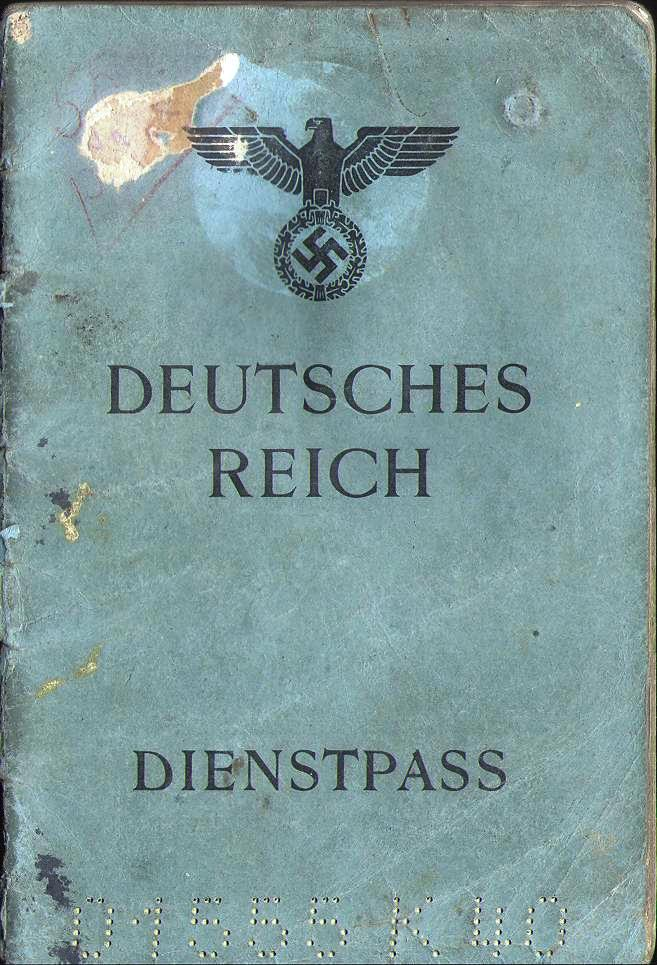
Passaporte diplomático emitido em 1944
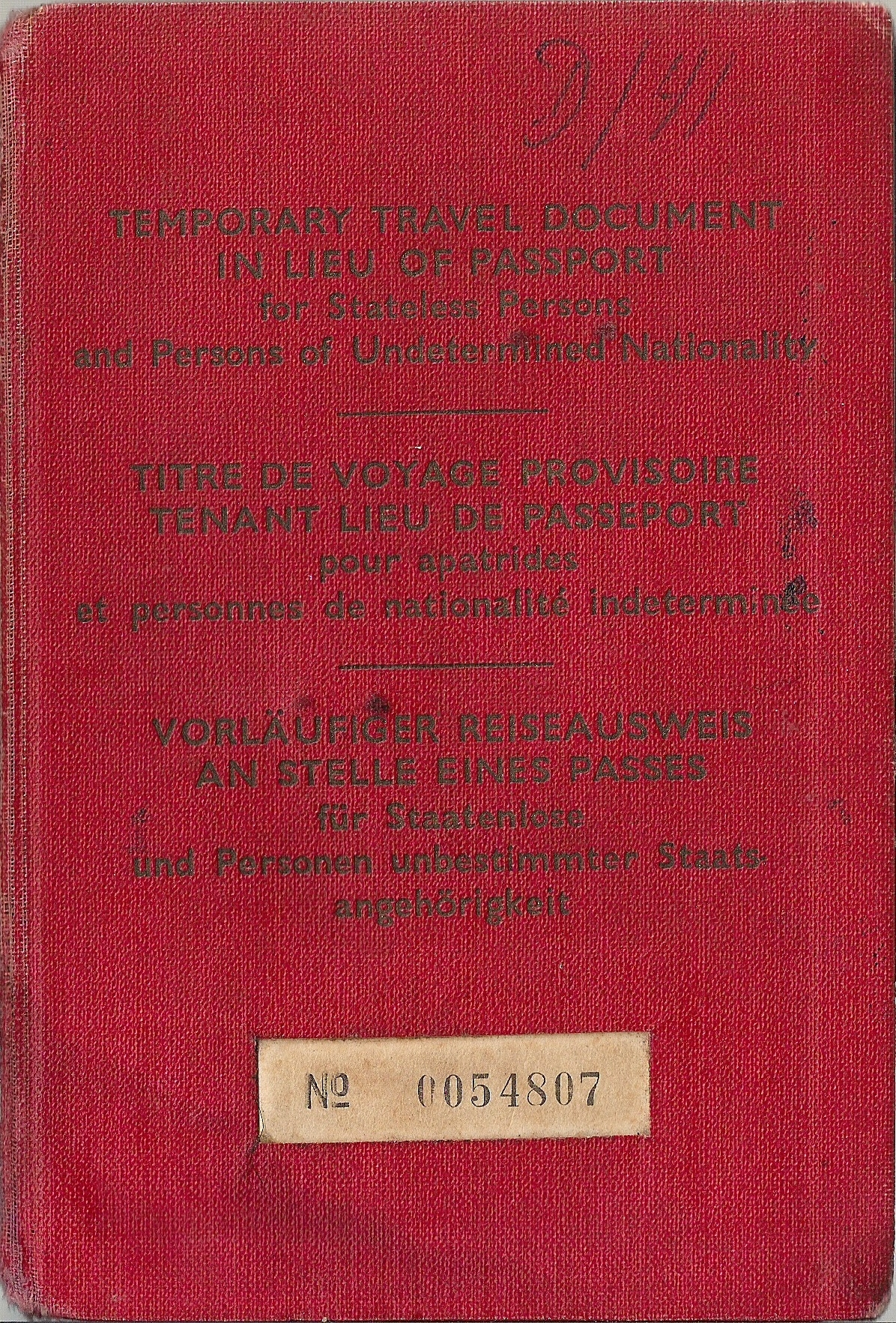
Passaporte emitido para apátridas e pessoas de nacionalidade indefinida em 1950 pelo Governo Militar Aliado
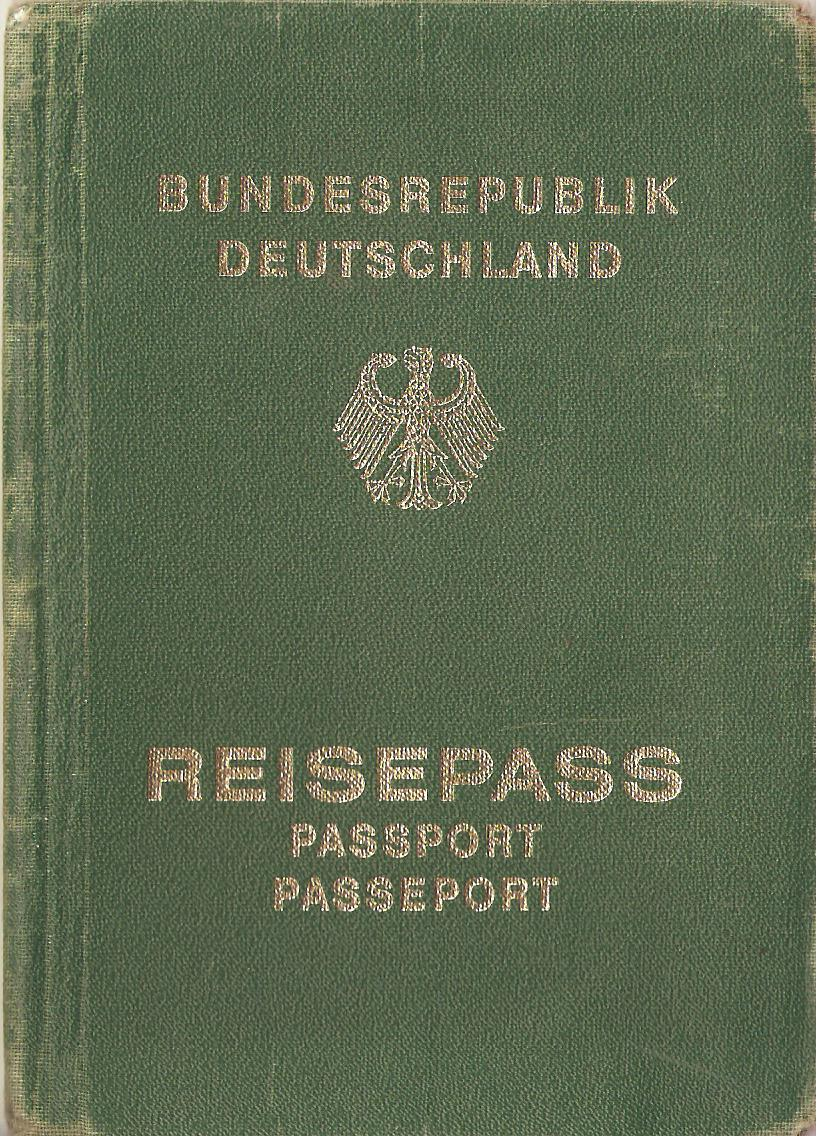
em 1982 Capa de um passaporte da Alemanha Ocidental
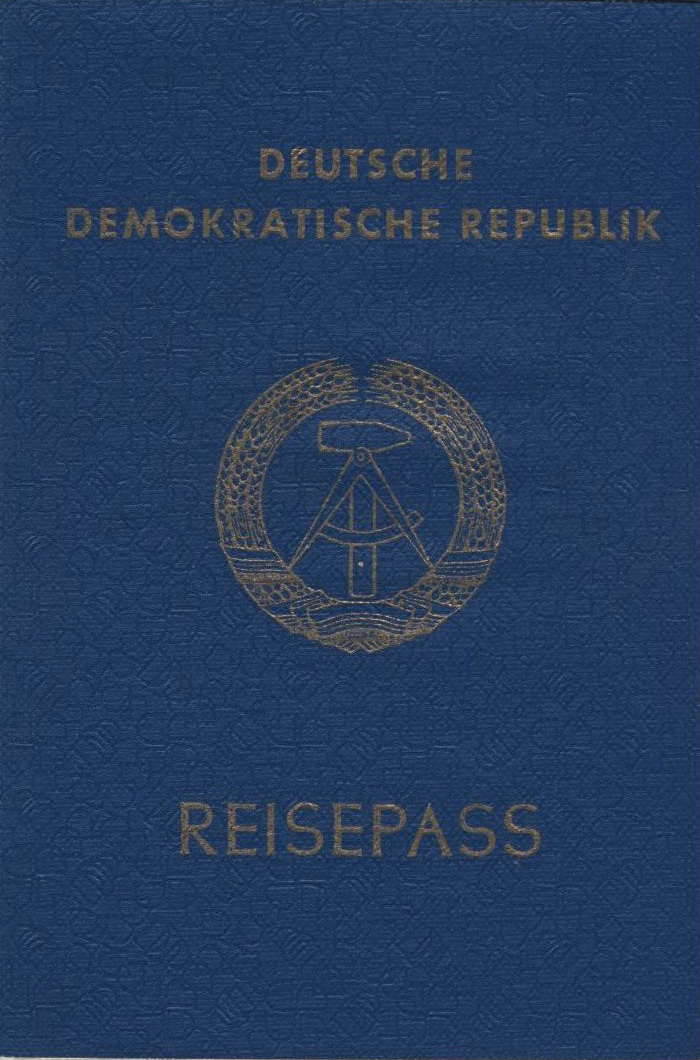
em 1990 Capa de um passaporte da Alemanha Oriental
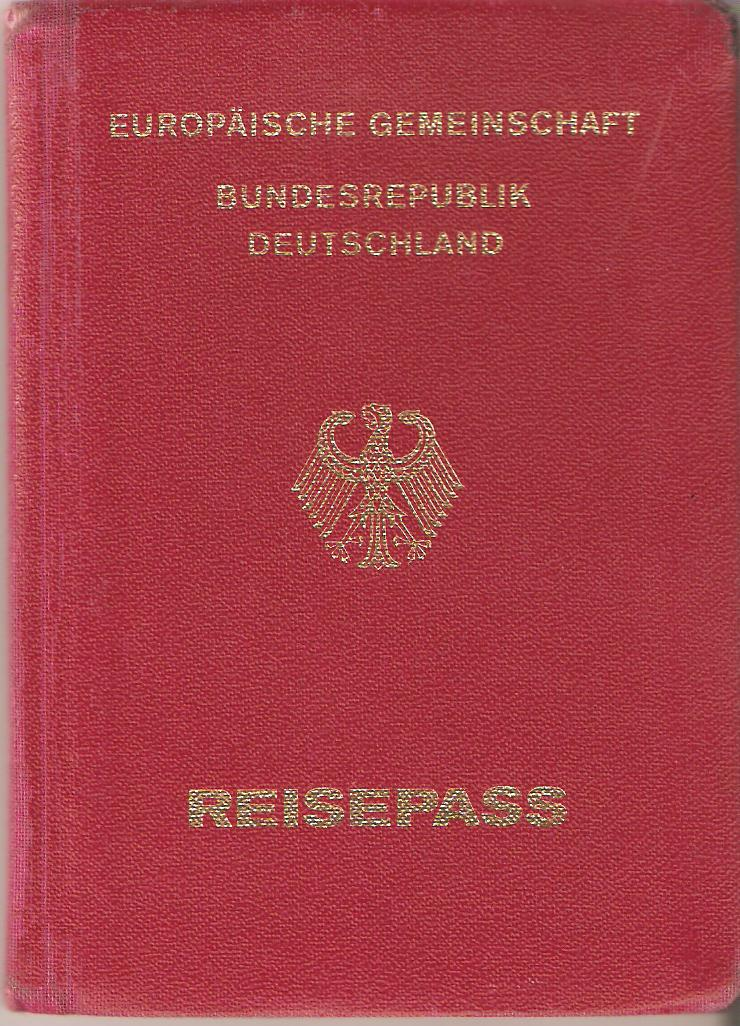
em 1998 Capa de um passaporte da República Federal da Alemanha (Comunidade Europeia)
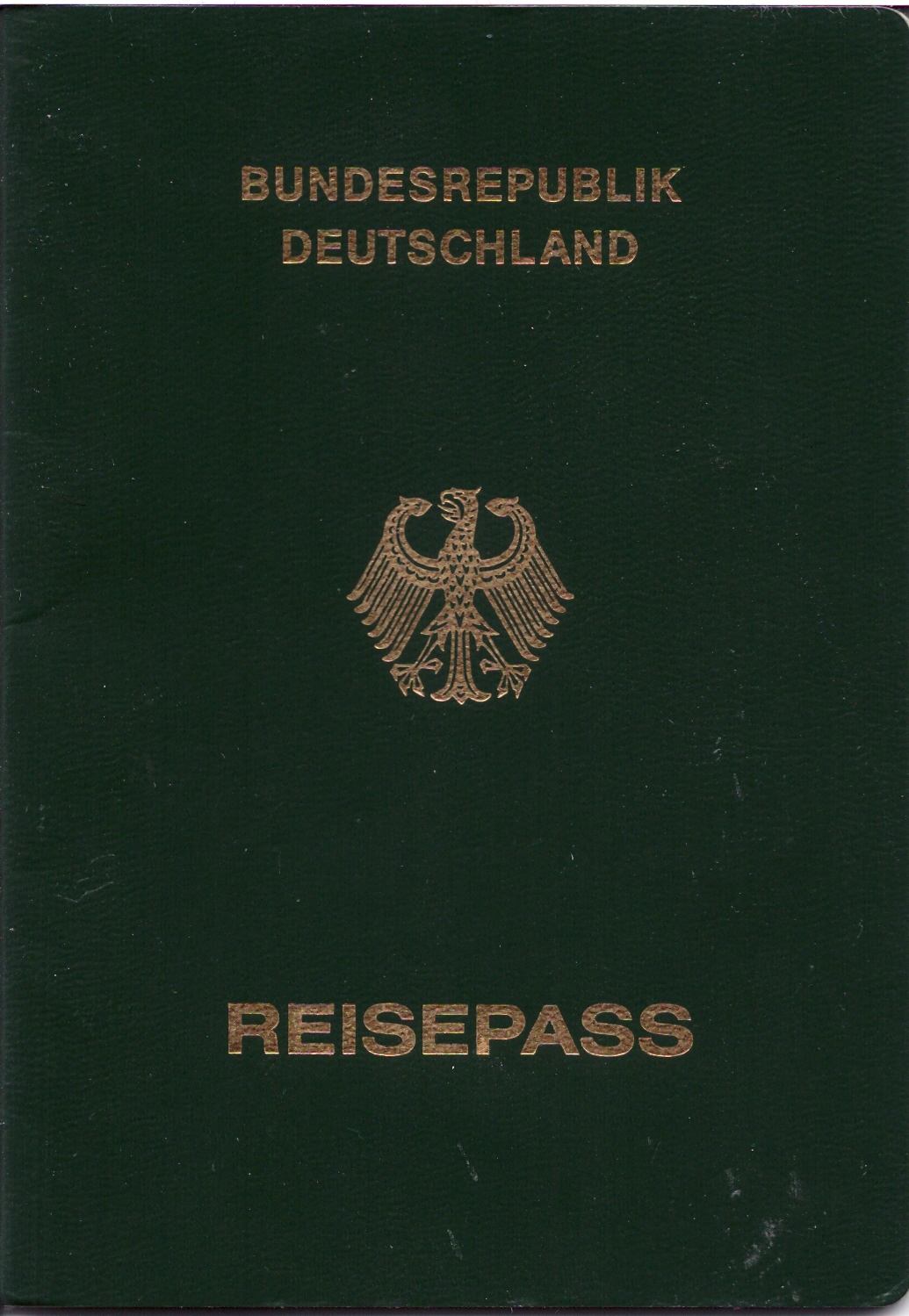
atual Passaporte provisório (capa)
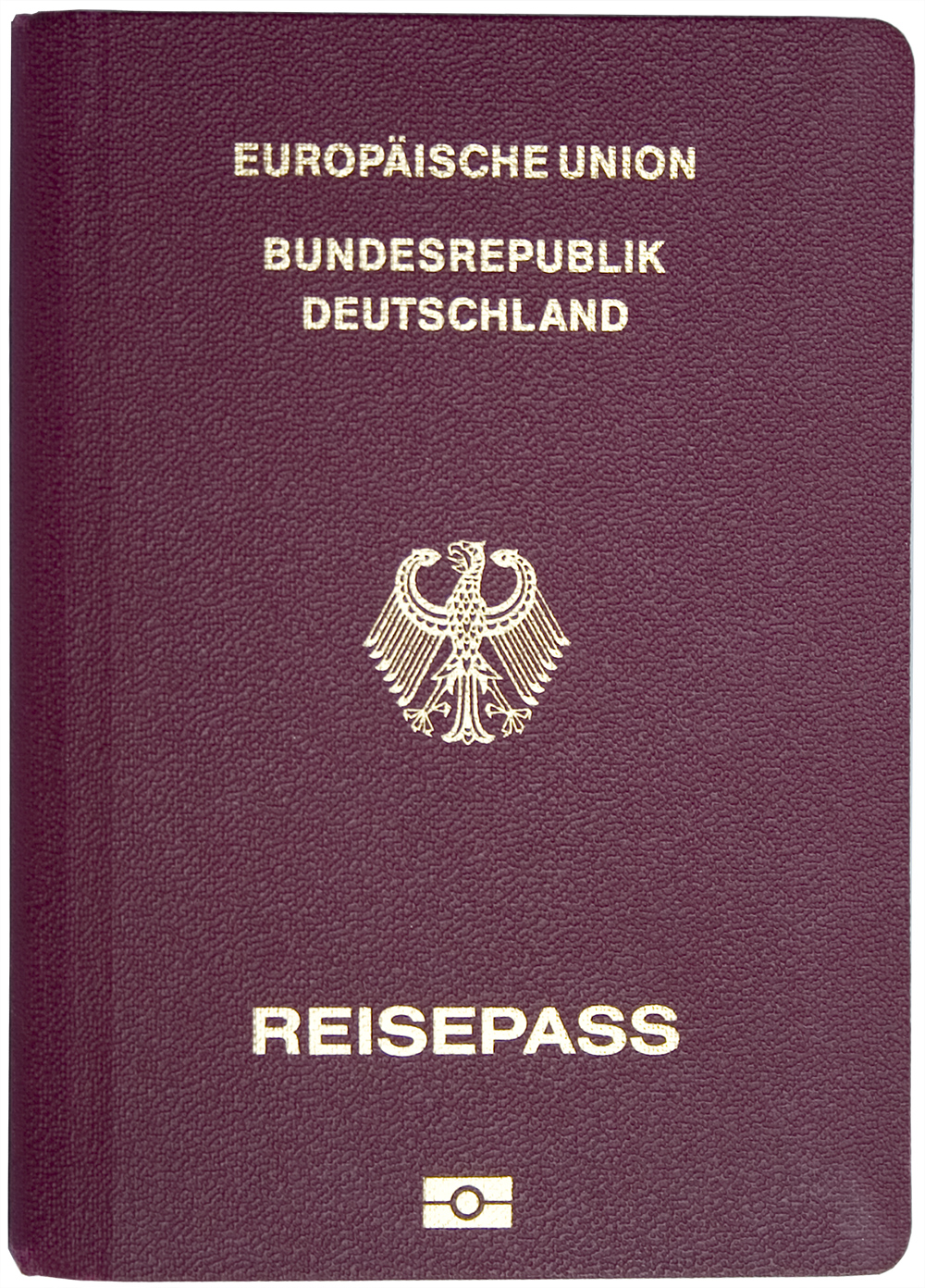
Até 01 de Março de 2017 Capa de um passaporte da República Federal da Alemanha (Comunidade Europeia)